# Axel Paulsen (friidrottare)
Axel Paulsen var en dansk idrottsman (långdistanslöpare). Han tävlade för IF Sparta i Köpenhamn. Paulsen vann SM-guld på 10 000 meter år 1901.